# Литориновое море

Положение береговой линии Литоринового моря около 7000 лет назад (5 тыс. лет до н. э.)

Литориновое море — слабосолёный водоём, существовавший во впадине будущего Балтийского моря в период 8500 — 4000 лет назад.
Название моря произошло от названия гастроподы Littorina littorea, обитающей в Северном и Балтийском морях и являвшейся руководящей формой этой стадии эволюции Балтийского моря. Как самостоятельная стадия развития Балтийского моря впервые описана в работах Герхарда Де Геера (1882, 1890) и Хенрика Мунте (1910). Название Литориновое море предложено Густавом Линдстрёмом в 1888 году.
В отличие от предшествующих этапов истории Балтийского моря, хронологические границы Литориновой стадии не могут быть приурочены к палеогеографическим событиям и определяются исключительно солёностью водоёма, которая была выше современной. По этой причине отсутствует единое мнение о нижней и, в ещё большей степени, верхней хронологической границе существования Литоринового моря. Некоторые авторы включают в состав Литориновой стадии предшествующую, Мастоглоевую. Другие, не находя оснований для определения верхней границы Литоринового моря, отождествляют его с современным Балтийским морем. Начало современного этапа истории Балтийского моря относят ко времени 4400 лет назад, по некоторым оценкам 2750 лет назад.

## История бассейна
Около 9000 лет назад на предшествующей (мастоглоевой) стадии подъём уровня океана приводит к открытию пролива Эресунн. С этого момента признаки проникновения солёной воды фиксируются в осадках южной Балтики. Около 8500 лет назад пролив Эресунн становится достаточно глубоким и широким, чтобы свободно пропускать большие количества солёной морской воды в Балтийский бассейн, на всей акватории которого устанавливается слабосолёный морской режим. Проникновение солёной воды в восточную часть Балтийского моря около 8500 лет назад считается началом стадии Литоринового моря.

### Изменения солёности водоёма
Как и в современном Балтийском море, солёность Литоринового моря уменьшалась с запада на восток от 20 ‰ в районе Датских проливов, до 5 ‰ в восточной части Финского залива. На юге бассейна (Гданьская котловина) солёность выросла с 9 ‰ в начале Литориновой стадии до 17 ‰ в период максимальной солёности. Проникновение солёной воды в северные акватории происходило несколько позднее, тем не менее, даже в северной части Ботнического залива солёность достигала 8 ‰ (в наше время — 2 ‰).
После пика около 6000 лет назад солёность в Балтийском бассейне начала снижаться. Традиционно считается, что замедление скорости эвстатического подъёма уровня океана в сочетании с продолжающимся изостатическим подъёмом южной Скандинавии привело к обмелению Датских проливов. Это, в свою очередь, изменило баланс между количеством солёной воды, поступающей в Балтику из Мирового океана, и пресной водой, поступающей из впадающих в море рек. По результатам недавних исследований, в период наибольшей солёности количество пресной воды, поступавшей в бассейн Балтийского моря было на 15 — 60 % меньше современного, что, наряду с изменениями пропускной способности проливов, детерминировало изменения солёности.

### Литориновая трансгрессия
На протяжении истории Литоринового моря имел место общий эвстатический подъём уровня Мирового океана, вызванный деградацией ледниковых покровов Антарктиды и Северной Америки, величина которого оценивается в 30 метров. В свою очередь, земная кора в районе моря, освободившись от массы растаявшего покровного ледника, испытывала изостатическое поднятие, скорость которого существенно различалась в различных районах балтийского побережья в зависимости от срока, прошедшего с момента дегляциации. Север Скандинавского полуострова, недавно освободившийся от ледника, испытывал интенсивное поднятие, а на побережьях современных Германии, Польши, южной части Дании поднятие сменилось опусканием. Скорость изостатического поднятия постепенно уменьшалась, но положение нулевой изобазы оставалось неизменным. Сочетание этих факторов определяло изменение уровня моря и положения береговых линий. Южная часть Балтийского бассейна, примерно по линии Стокгольм — Южная Финляндия, испытывала трансгрессию на протяжении первых 2500 — 3000 лет существования моря благодаря тому, что скорость эвстатического подъёма уровня океана опережала скорость изостатического подъёма земной коры.
Подъём уровня моря носил неравномерный характер, сопровождаясь колебаниями, которые были выражены в различных районах побережья в разной степени. Датировка этих колебаний и установление соответствия между событиями, зафиксированными в разных частях бассейна, также представляет трудность. По этой причине не существует единого мнения о количестве трансгрессий Литоринового моря и их временных границах. Более того, некоторые авторы рассматривают трансгрессию в предшествующую, мастоглоевую, эпоху и собственно литориновую трансгрессию как единое событие. С другой стороны, для района Блекинге в Южной Швеции описана последовательность из пяти отдельных трансгрессий, последние две из которых происходили уже на фоне общей регрессии в этом районе на позднелиториновой стадии.
| Этап | Датировка, лет назад |
| ---- | -------------------- |
| LI   | 8600 — 8400          |
| LII  | 8000 — 7600          |
| LIII | 6400 — 5600          |
| LIV  | 5300 — 4700          |
| LV   | 4500 — 4100          |

Holocene relative sea-level in Blekinge by Yu S.Y.

В общем случае, наблюдения в западной части бассейна дают более сложную картину, в то время как для побережий восточной Балтики выделение и синхронизация колебаний уровня моря на фоне общей тенденции к его подъёму представляются проблематичными. Различие в скорости изостатического поднятия привели к тому, что даже для сравнительно близко расположенных территорий возраст береговой линии, соответствующей максимуму литориновой трансгрессии, может отличаться.
Трансгрессию, имевшую место в период 8600 — 8400 лет назад (по другим источникам 8500 — 8100) (LI) связывают со спуском приледниковых озёр на Североамериканском континенте, который вызвал единовременное поступление больших масс пресной воды в Северную Атлантику.
В Блекинге около 8100 лет назад отмечается кратковременное падение уровня моря, разделяющее LI и LII. В восточной части бассейна: на побережьях Финляндии, Карельского перешейка, острова Саарема это падение не прослеживается.
В большинстве источников в качестве первой (или единственной) литориновой трансгрессии указывается наиболее значительная из выделенных для Блекинге (LII). Некоторые авторы объединяют её с предшествующей и датируют интервалом 8500 — 7500 лет назад. Для восточной Балтики не представляется возможным разделение фаз LII и последовавшей за ней LIII. Причину этой трансгрессии связывают с изменением уровня океана, вызванным поступлением дополнительных масс пресной воды в результате частичного коллапса антарктического ледникового щита и освобождения ото льда антарктических шельфов. Кроме того, около 7500 лет назад происходит окончательная деградация Лабрадорского сектора Североамериканского ледникового покрова. Общая высота подъёма уровня моря в Блекинге составила 8 метров. Трансгрессия в районе проливов Эресунн и Большой Бельт достигала, как минимум, 10 метров, что повлекло значительное увеличение глубины в ключевых точках, определяющих параметры водообмена между Балтийским бассейном и Мировым океаном. В Юго-западной части балтийского бассейна до острова Борнхольм высота подъёма составила 15 метров. В районе Гданьского залива — 13 метров. Для Финского залива высота подъёма оценивается от 4 метров на северном побережье (Виролахти) до 7 метров на территории Санкт-Петербурга. Для большинства побережий Балтийского моря именно на этой стадии зафиксирован максимальный для Голоцена уровень Балтийского моря.
Трансгрессии LIV — LV имели сравнительно небольшую амплитуду и происходили после завершения глобального подъёма уровня океана на фоне общей регрессии в Балтике.
Зафиксированы только для региона Блекинге. Возникновение этих трансгрессий связывают с периодическими колебаниями уровня океана. По другим сведениям, их причиной могли быть периодические изменения атмосферной циркуляции, которые вызывали изменения в направлении господствующих ветров и течений, способные вызвать изменение уровня моря.
С прекращением общей тенденции к подъёму уровня океана между 6000 и 5000 тыс. лет назад южные побережья Балтики продолжали испытывать трансгрессию, но гораздо менее интенсивную, чем в предшествующее время. Побережье Швеции и восточные побережья Балтийского моря к северу от Литвы продолжали испытывать поднятие, которое при стабильном уровне океана вызвало регрессию . Регрессия, в свою очередь, вызвала постепенное обмеление Датских проливов. Это привело к сокращению количества солёной воды, поступающей в Балтику.

## География
В ходе литориновой трансгрессии береговая линия в южной части бассейна переместилась на юг на 15 — 20 километров в районе отмели Одер, на 5 — 10 километров в центральной части побережья Польши и менее чем на 5 километров в районе Гданьского залива. Современное положение литориновой береговой линии в районе устья Вислы — 15 м ниже уровня моря. Большой остров, объединявший современный Борнхольм, Рённе-Банке и банку Адлергрунд, распался на три части. Лавица-Слупска оставалась островом, но её площадь значительно сократилась.
Померанская бухта и отмель Одер долгое время оставались частью массива суши и отделялись от моря песчаным барьером (эродированные остатки которого ныне находятся на глубине 8 метров). В результате разрушения барьера 6200 — 5800 лет назад произошло стремительное вторжение морских вод на низменные территории к югу от барьера, ранее занятые пресноводными озёрами, существовавшими в современной Померанской бухте и Щетцинской лагуне.
Около 6000 лет назад исчезают острова в районе Рённе-Банке и банки Адлергрунд, но, вероятно, продолжают существовать небольшие острова на отмели Одер.
Береговая линия, соответствующая максимуму литориновой трансгрессии на побережье Литвы, лежит на высотах от 10 на севере до 1 — 2 м на юге. Положение береговой линии в это время мало отличалось от современного, за исключением Куршского залива: Куршская коса отсутствовала, а побережье на севере залива располагалось в нескольких километрах к востоку, современный мыс Вянте представлял собой оконечность косы, глубоко вдававшейся в акваторию залива. На поздне-литориновое время приходится формирование основной части Куршской косы. Куршский залив в это время представлял собой пресноводную лагуну, испытывающую периодические вторжения морских вод.
На острове Саарема положение береговых линий Литоринового моря фиксируется на высоте 20,5 м над уровнем моря. Площадь острова была более чем в 2 раза меньше современной, южная часть полуострова Сырве была отдельным островом. На северо-западе Эстонии в районе Таллина береговая линия расположена на высоте 21 — 22 метра.
Береговая линия, соответствующая максимуму литориновой трансгрессии в восточной части побережья Финляндии, находится на высоте 23 метра над современным уровнем моря; в восточной части Финского залива и на территории Санкт-Петербурга — 8 метров.
Подъём уровня Литоринового моря вызвал подпор стока из Ладожского озера через север Карельского перешейка и рост площади озёр и протоков на территории, ранее занятой Хейниокским проливом. Регрессия Литоринового моря и прорыв вод Сайменского озера через гряду Салпаусселькя с образованием реки Вуокса обратило это процесс вспять.
Береговая линия на финском побережье Ботнического залива, соответствующая максимуму литориновой трансгрессии лежит в 100 км к востоку от современной, на высотах от 45 — 52 метров в районе Турку до 108 метров в Юлиторнио.
В конце Литориновой стадии сформировалось большинство современных прибалтийских форм ландшафта, таких как лагуны, косы и дюны.

## Осадки

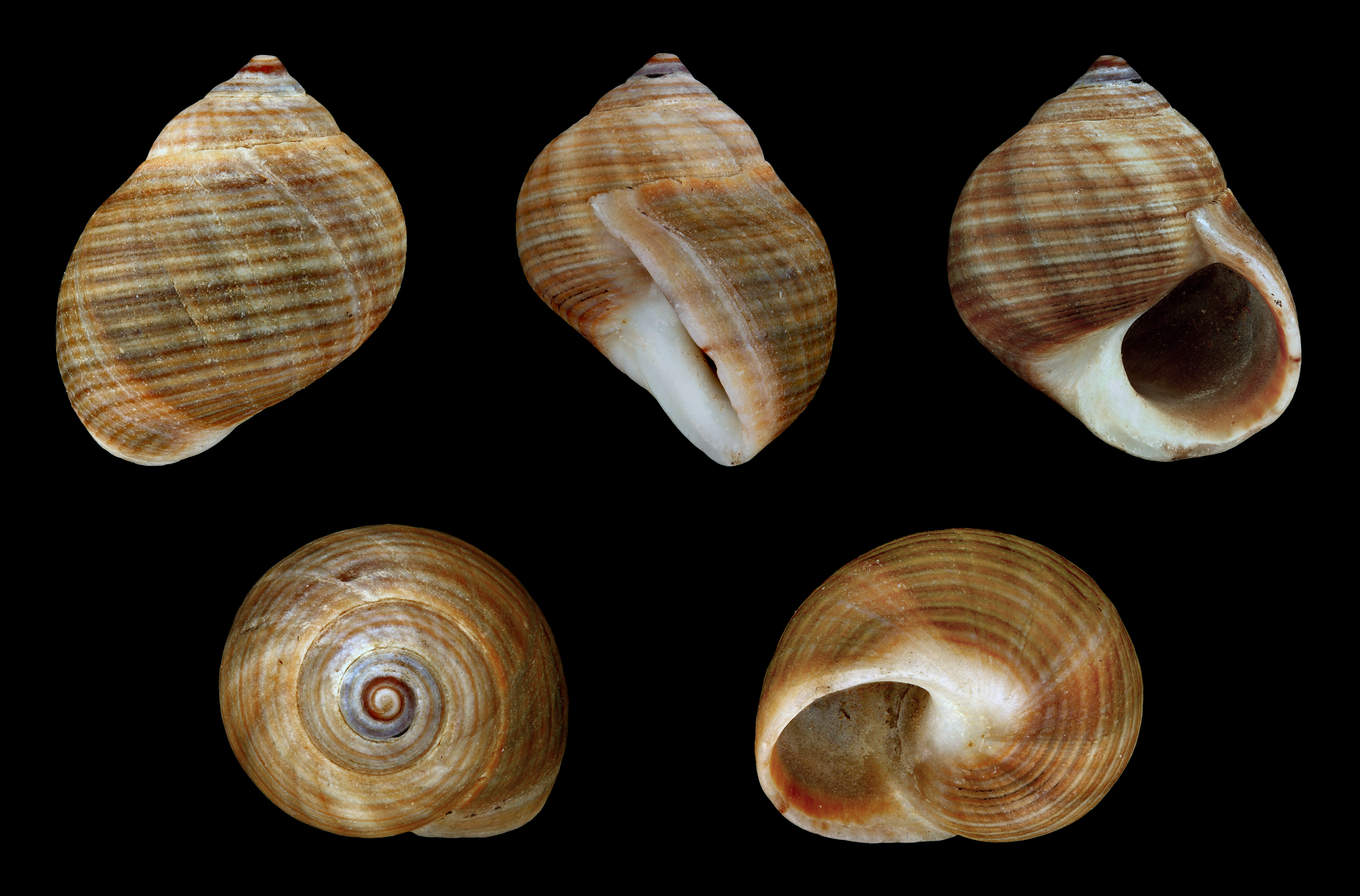
Раковина моллюска Littorina littorea

Осадки Литоринового моря отличаются резким ростом содержания органического материала, прежде всего за счёт роста количества и разнообразия морских диатом.

## Климат, растительность и животный мир
Существование Литоринового моря совпало с атлантическим и началом суббореального периодов по классификации Блитта—Сернандера. На это время приходится климатический оптимум голоцена.
Повышение солёности в сочетании с тёплым климатом способствовали значительному росту биопродуктивности Балтийского моря и разнообразия биоты по сравнению с любой из предшествующих эпох. Кульминация биологического разнообразия и продуктивности балтийского бассейна была достигнута около 7500 — 6000 лет назад. Трансформация Литоринового моря в современное Балтийское море сопровождалась оскудением биоты. Высокая биопродуктивность водоёма в сочетании с вызванной солёностью стратификацией водной толщи привела к формированию бескислородных условий на глубинах более 100 метров, особенно в северной и восточной частях моря, более удалённых от обогащённых кислородом вод Атлантического океана. Период существования таких условий начался около 8000 лет назад и завершился около 4000 лет назад с падением солёности. Рост поступления пресной воды ослабил галоклин, что способствовало лучшему вертикальному перемешиванию воды и обогащению глубинных вод кислородом.

### Похолодание 8200 лет назад
На время существования Литоринового моря пришлось кратковременное резкое похолодание, известное как «Холодное событие 8200 лет назад» (англ. Cold event 8200 years ago). Похолодание имело место в период между 8400 и 8000 лет назад, достигнув пика около 8200 лет назад и было вызвано деградацией ледникового покрова на территории Гудзонова залива, которая привела к спуску приледниковых озёр и поступлению в Гудзонов пролив от 163 до 200 тысяч км3 пресной воды менее чем за 100 лет. Это, в свою очередь, изменило характер Термохалинной циркуляции, сократив перенос тепла в высокие широты.

### Морские млекопитающие и рыбы
Похолодание 8200 лет назад привело к смещению границы плавучих льдов в Северном море на юг до широты 68°N — 65°N, что сделало возможным повторное заселение Балтики некоторыми арктическими видами, прежде всего — кольчатой нерпой.
Между 9000 и 8300 лет назад в акваторию Балтики проникает длинномордый тюлень и вскоре занимает доминирующее положение среди морских млекопитающих в западной части бассейна. На время литориновой трансгрессии приходится так же появление в западной части Балтики обыкновенного тюленя. Позднее, около 7000 лет назад, в Балтике появляется гренландский тюлень, популяция которого становится доминирующей среди морских млекопитающих на всей акватории Балтики около 5800 лет назад, одновременно утратив связь с основной северо-атлантической популяцией. Около 3000 лет назад популяция этого вида в Балтике стала сокращаться.
В начале Литориновой стадии происходит заселение Балтийского моря морской свиньёй: в районе Датских проливов между 9700 и 7000 лет назад, в центральной Балтике и Ботническом заливе между 7000 и 5700 лет назад, на всей территории моря 5700 — 4000 лет назад, после чего ареал начинает сокращаться за счёт восточных частей бассейна.
В западной части Литоринового моря с ростом солёности увеличивается количество таких видов как треска, камбала, угорь, наиболее ранние находки датируются 7500 — 7100 лет назад. Ко времени 7100 — 6800 лет назад доля пресноводных видов рыб в этом районе не превышает 20 %.

## Человек на берегах Литоринового моря
На территории Ютландии и южной Скандинавии мезолитическая культура Конгемозе сменяется субнеолитической культурой Эртебёлле около 7350 лет назад. Время существования культуры Эртебёлле (7350 — 5850 лет назад) совпало с максимальным уровнем солёности Литоринового моря, что, по мнению некоторых авторов, определило её характер: преимущественное расселение вдоль побережий и преобладание морских ресурсов в рационе. С началом неолита роль морских ресурсов в хозяйстве значительно снижается. Интенсивность эксплуатации морских ресурсов, характерная для Эртебёлле, была вновь достигнута только в железном веке. В позднелиториновую эпоху культура Эртебёлле сменилась культурой воронковидных кубков.
Максимуму литориновой трансгрессии и началу голоценового климатического оптимума соответствует появление на Карельском перешейке культуры Сперрингс и началом неолита. Появление на карельском перешейке культуры ямочно-гребенчатой керамики произошло, по имеющимся свидетельствам, вскоре после появления реки Вуокса.

## Комментарии
1. ↑  Оценки абсолютного возраста событий в разных источниках могут очень существенно отличаться. Развитие методов калибровки данных радиоуглеродного анализа привело к пересмотру многих абсолютных оценок в сторону их увеличения. По этой причине при написании статьи оценки абсолютного возраста событий приведены по наиболее современным источникам.
2. ↑  Здесь и далее по тексту оценки абсолютного возраста приведены относительно 1950 года, см.: До настоящего времени
3. ↑  Для обозначения периода, последовавшего за окончанием Литориновой стадии используются термины Пост-литориновое море или Море Лимнеа по названию пресноводной гастроподы, ранее известной как Lymnaea peregra, в настоящее время — Radix peregra[англ.][6]
4. ↑  Для этих территорий не удаётся выделить этапы литориновой трансгрессии: трансгрессия в Виролахти имела место между 8400 и 6300 лет назад, на юге Карельского перешейка и в Санкт-Петербурге между 8400 и 5100 лет назад[10]
5. ↑  Изостатическое поднятие в районе Датских проливов сменилось опусканием несколько столетий назад. В настоящее время район проливов погружается со скоростью 0,4 мм/год[8]
6. ↑  Предметом дискуссии является, в какой степени этот рост, применительно к карбонатным осадкам, обусловлен, наряду с ростом биоразннобразия в период накопления осадков, улучшением условий сохраняемости кальция в условиях безкислородной среды[5]
7. ↑  Основополагающая работа, ссылки на которую присутствуют практически во всех современных изданиях по предмету статьи